# 泊村 (北海道檜山支庁)
泊村（とまりむら）は、かつて北海道檜山郡に存在した村である。

## 沿革
- 1906年（明治39年）4月1日 - 北海道二級町村制施行により檜山郡泊村、田沢村、伏木戸村、柳崎村、鰔川村、小黒部村が合併し、泊村が発足。
- 1934年（昭和9年） - 大字泊村の一部を分離し檜山郡江差町に編入。
- 1955年（昭和30年）2月11日 - 江差町と合併し、江差町を新設し消滅。